# حیاویه
حیاویه، روستایی از توابع بخش مرکزی شهرستان اهواز در استان خوزستان ایران است.
《》

## جمعیت
این روستا در دهستان مشرحات قرار دارد و براساس سرشماری مرکز آمار ایران در سال۱۳۹٩، جمعیت آن1320 نفر (68 خانوار) بوده‌است.